# Nasso (figlio di Polemone)
Nella mitologia greca, Nasso era il nome di uno dei figli di Polemone.

## Il mito
Dopo essersi mosso alla conquista di nuove terre giunse nell'isola Dia che prese poi il nome dall'eroe e fondò il suo regno. Ebbe un figlio, Leucippo, che gli succedette al trono. Fu durante il regno del figlio di quest'ultimo, Smerdio, che Teseo e Arianna giunsero in quei luoghi.